# Episodi de La grande avventura
La prima e unica stagione della serie televisiva La grande avventura (The Great Adventure) è andata in onda negli Stati Uniti dal 27 settembre 1963 al 1º maggio 1964 sulla CBS.
| nº | Titolo originale                          | Prima TV USA      | Titolo italiano | Prima TV Italia |
| -- | ----------------------------------------- | ----------------- | --------------- | --------------- |
| 1  | The Hunley                                | 27 settembre 1963 |                 |                 |
| 2  | The Death of Sitting Bull                 | 4 ottobre 1963    |                 |                 |
| 3  | The Massacre at Wounded Knee              | 11 ottobre 1963   |                 |                 |
| 4  | Six Wagons to the Sea                     | 18 ottobre 1963   |                 |                 |
| 5  | The Story of Nathan Hale                  | 25 ottobre 1963   |                 |                 |
| 6  | Go Down, Moses                            | 1º novembre 1963  |                 |                 |
| 7  | The Great Diamond Mountain                | 8 novembre 1963   |                 |                 |
| 8  | The Treasure Train of Jefferson Davis     | 15 novembre 1963  |                 |                 |
| 9  | The Outlaw and the Nun                    | 6 dicembre 1963   |                 |                 |
| 10 | The Man Who Stole New York City           | 13 dicembre 1963  |                 |                 |
| 11 | A Boy at War                              | 20 dicembre 1963  |                 |                 |
| 12 | Wild Bill Hickok - the Legend and the Man | 3 gennaio 1964    |                 |                 |
| 13 | The Colonel from Connecticut              | 10 gennaio 1964   |                 |                 |
| 14 | Teeth of the Lion                         | 17 gennaio 1964   |                 |                 |
| 15 | Rodger Young                              | 24 gennaio 1964   |                 |                 |
| 16 | The Testing of Sam Houston                | 31 gennaio 1964   |                 |                 |
| 17 | The Special Courage of Captain Pratt      | 14 febbraio 1964  |                 |                 |
| 18 | The Night Raiders                         | 21 febbraio 1964  |                 |                 |
| 19 | Plague                                    | 28 febbraio 1964  |                 |                 |
| 20 | The Pathfinder                            | 6 marzo 1964      |                 |                 |
| 21 | The President Vanishes                    | 13 marzo 1964     |                 |                 |
| 22 | The Henry Bergh Story                     | 20 marzo 1964     |                 |                 |
| 23 | Kentucky's Bloody Ground                  | 3 aprile 1964     |                 |                 |
| 24 | The Siege of Boonesborough                | 10 aprile 1964    |                 |                 |
| 25 | Escape                                    | 17 aprile 1964    |                 |                 |
| 26 | The Pirate and the Patriot                | 1º maggio 1964    |                 |                 |

## The Hunley
- Prima televisiva: 27 settembre 1963

### Trama
- Guest star: David Macklin, Stephen Lodge, Gene Evans (sergente Winn), Jackie Cooper (tenente Dickson), George Lindsey (Hampton), Wayne Rogers (Tombs), James MacArthur (tenente Alexander)

## The Death of Sitting Bull
- Prima televisiva: 4 ottobre 1963
- Diretto da: Joseph M. Newman
- Scritto da: Otis Carney

### Trama
- Guest star: Kent Smith (generale Miles), Lloyd Nolan (colonnello Fraser), Joseph Cotten (capitano Meehan), Claude Akins (padre Kranz), Eddie Little Sky (Left Hand), James Dunn (Agent McLean), Rodolfo Acosta (tenente Bullhead), Míriam Colón (Sarah Crow), Anthony Caruso (Sitting Bull), Noah Beery (Jervis), Ricardo Montalbán (Philip Crow)

## The Massacre at Wounded Knee
- Prima televisiva: 11 ottobre 1963
- Diretto da: Joseph M. Newman

### Trama
- Guest star: Kent Smith (generale Miles), Lloyd Nolan (colonnello Fraser), Joseph Cotten (capitano Meehan), Claude Akins (padre Kranz), Míriam Colón (Sarah Crow), Rodolfo Acosta (tenente Bullhead), James Dunn (Agent McLean), Eddie Little Sky (Left Hand), Noah Beery (Jervis), Ricardo Montalbán (Philip Crow)

## Six Wagons to the Sea
- Prima televisiva: 18 ottobre 1963

### Trama
- Guest star: Ellen Madison (Elissa), Richard X. Slattery (Tucker), Arthur Batanides (Porliades), Gene Lyons (Merier), Lee Marvin (Misok Bedrozian)

## The Story of Nathan Hale
- Prima televisiva: 25 ottobre 1963
- Scritto da: Sheldon Osborn, Robert Hilliard

### Trama
- Guest star: Nancy Malone (Jenny), Torin Thatcher (generale Howe), Douglas Henderson (capitano Hull), John Anderson (colonnello Knowlton), Arthur Gould-Porter (britannico Guard), Jon Drury (guardia), Maxwell Reed (maggiore Hardwick), Sean McClory (maggiore Carlton), Nora Marlowe (Widow Chich), Peter Mamakos (Decker), Sandy Kenyon (capitano James), John Kellogg (Winthrop), Jeremy Slate (Nathan Hale), Dorothy Adams (Mrs. Woodhaven)

## Go Down, Moses
- Prima televisiva: 1º novembre 1963
- Diretto da: Paul Stanley
- Scritto da: James Bridges

### Trama
- Guest star: Ethel Waters (Rit), Mimi Dillard (Tillie), Ossie Davis (John Ross), Brock Peters (Joe Bailey), Stephen Lander (Quaker), Rupert Crosse (William Still), Isabel Cooley (Lydia), Richard O'Brien (Tarry), Roy Barcroft (dottor Thompson), Betty Harford (Elizabeth Williams), Gloria Calomee (Mary Ann), Ruby Dee (Harriet Tubman)

## The Great Diamond Mountain
- Prima televisiva: 8 novembre 1963

### Trama
- Guest star: John Fiedler (Philip Arnold), Dick Foran (Colton), J. D. Cannon (Clarence King), Philip Abbott (Janin), John McGiver (John Stack), Barry Sullivan (William Ralston)

## The Treasure Train of Jefferson Davis
- Prima televisiva: 15 novembre 1963

### Trama
- Guest star: Tim O'Connor (generale Breckinridge), Carl Benton Reid (Trenholm), Katharine Bard (Mrs. Davis), Jeff Cooper (Micajah Clark), Jay Lanin (Union Lieutenant), Claude Johnson (Union Trooper), Richard Bull (Landlord), James Noah (capitano Partler), Ken Mayer (Harrison), Byron Morrow (generale Beauregard), Ken Lynch (generale Johnston), Harry Townes (Judah P. Benjamin), Michael Rennie (Jefferson Davis)

## The Outlaw and the Nun
- Prima televisiva: 6 dicembre 1963

### Trama
- Guest star: Andrew Prine (Billy the Kid), Sally Brophy (Mrs. Pierce), Leif Erickson (Abel Parrish), Marion Ross (Sorella Marcella), Richard Carlyle (Pierce), Joan Hackett (Sorella Blandina)

## The Man Who Stole New York City
- Prima televisiva: 13 dicembre 1963

### Trama
- Guest star: Russell Collins (Watson), Byron Morrow (sindaco Hall), Edward Andrews (William Marcy Tweed), James Daly (George Jones), Tom Simcox (Ford), Ian Wolfe (Townsend), Willard Sage (Jennings), Frank Faylen (O'Brien), Don Keefer (Copeland), Frank Maxwell (Connolly), Walter Brooke (Taylor), Carroll O'Connor (O'Rourke)

## A Boy at War
- Prima televisiva: 20 dicembre 1963
- Scritto da: Malvin Wald, Clyde Ware

### Trama
- Guest star: Richard Eyer (Robert), Karen Green (Anne), Flip Mark (Andy), Jack Chaplain (Tom Crawford), Bernard Fox (britannico Lieutenant), Jean Engstrom (Elizabeth)

## Wild Bill Hickok - the Legend and the Man
- Prima televisiva: 3 gennaio 1964
- Diretto da: Buzz Kulik

### Trama
- Guest star: Tom Reese (Mike Williams), Len Lesser (Varnes), Sheree North (Agnes Lake), Leo Gordon (McCanles), Vito Scotti (agente di viaggio), Bill Walker (Charlie), William Fawcett (Brink), Larry J. Blake (Doyle), Edward Knight (Brady), Neil Nephew (Jack McCall), James Griffith (Harry Young), Lloyd Bridges (Wild Bill Hickock)

## The Colonel from Connecticut
- Prima televisiva: 10 gennaio 1964
- Scritto da: Raphael Hayes

### Trama
- Guest star: Richard Kiley (Edwin L. Drake), Wallace Ford (zio Billy Smith), John Alderson (Billy Robinson), Maggie McNamara (Laura Drake), Rayford Barnes (Eben), Walter Brooke (James Townsend), James T. Callahan (Josh), Howard Caine (Pitchman), Barry Kelley (Hughes), Guy Raymond (Wilson), Ian Wolfe (Brewer), H. M. Wynant (procuratore distrettuale), Whit Bissell (Benjamin Silliman), Woodrow Parfrey (George Bissel)

## Teeth of the Lion
- Prima televisiva: 17 gennaio 1964

### Trama
- Guest star: Collin Wilcox (Elizabeth Cross), Jesse Pearson (Tom Jethro), Julie Sommars (Meg Jethro), Donald Losby (Billy), Steven Marlo (Red Deer), Kathie Sweet (Melissa), Earl Holliman (Will Cross)

## Rodger Young
- Prima televisiva: 24 gennaio 1964
- Diretto da: Philip Leacock

### Trama
- Guest star: Geoffrey Horne, Ted Bessell, Diane Ladd (Annie Thompson), H. M. Wynant (tenente Waters), Patrick McVey (dottor Crosley), George Kennedy (sergente Mulduney), Hampton Fancher, Henry Beckman, Paul Geary, Hal Needham (Recruiting Officer), James MacArthur (Rodger Young)

## The Testing of Sam Houston
- Prima televisiva: 31 gennaio 1964

### Trama
- Guest star: Dick Wilson, Robert Riordan, Kent Smith (William Carroll), Victor Jory (Andrew Jackson), Ralph Moody (Oo-Lo-Techka), Katherine Crawford (Eliza Allen), June Vincent, Ken Drake, Francis DeSales, Edwin Mills, Tom Palmer (Allen), Mario Alcalde (Too-Chee-La), Robert Emhardt (Stanbery), Robert Culp (Sam Houston), David White (John C. Calhoun)

## The Special Courage of Captain Pratt
- Prima televisiva: 14 febbraio 1964

### Trama
- Guest star: Ivan Dixon (sergente Willis), Denver Pyle (generale Mills), John Marley (Grey Beard), Antoinette Bower (Anna Pratt), Valentin de Vargas (Okahatan), Paul Burke (capitano Richard Pratt)

## The Night Raiders
- Prima televisiva: 21 febbraio 1964
- Diretto da: Philip Leacock
- Scritto da: Alvin Sapinsley

### Trama
- Guest star: Torin Thatcher (Lewis Washington), Russell Johnson (narratore), Les Brown Jr. (Oliver Brown), James Westerfield (Thomas Green), Ward Wood (Edwin Coppock), John Wesley (John Copeland Jr.), Joel Fluellen (Newby), Alan Baxter (giudice), Russell Horton (Hoyt), Smoki Whitfield (servo), Parley Baer (sindaco), Walter Burke (Higgins), Jack Klugman (John Brown), James Beck (Watson Brown)

## Plague
- Prima televisiva: 28 febbraio 1964

### Trama
- Guest star: John Dehner (Thomas Jefferson), John McLiam (John Howard), Ron Howard (Daniel Waterhouse), Jacqueline Scott (Eliza Waterhouse), David Lewis (dottor Bartlett), George Mitchell (dottor Drury), Gene Lyons (dottor Aspenwell), Gina Gillespie (Ellen Howard), Bob Cummings (dottor Benjamin Waterhouse)

## The Pathfinder
- Prima televisiva: 6 marzo 1964

### Trama
- Guest star: David White, Robert F. Simon, Channing Pollock (Kit Carson), Carroll O'Connor (Johann Sutter), Joe De Santis (generale Vallejo), Arthur Batanides (Gomez), Elizabeth Perry, John Garwood, Francisco Ortega, Noel Drayton, Craig Duncan, David Nunez, Harry Carter, Rip Torn (John C. Fremont), Don Dubbins (Jason Chiles)

## The President Vanishes
- Prima televisiva: 13 marzo 1964

### Trama
- Guest star: Leif Erickson (presidente Grover Cleveland), Barry Sullivan (E. J. Edwards), Skip Homeier (Thurber), Jeanne Vaughn (Frances Cleveland), Jenie Jackson (Carlotta), Hope Holiday (Mavis), Bart Burns (Faith), Peter Hale (presidenteial Aide), Stuart Nisbet (uomo d'affari), Chuck Hicks (marinaio), John Marley (Callu), George Macready (dottor Keen), Russell Johnson (narratore), Harry Townes (dottor O'Reilly)

## The Henry Bergh Story
- Prima televisiva: 20 marzo 1964

### Trama
- Guest star: Frank Aletter (James Welton), June Dayton (Matilda Bergh), Brian Keith (Henry Bergh), Marion Ross (Etta Wheeler), Bernie Hamilton (Wilbur Jones), Frank Cady (mandriano)

## Kentucky's Bloody Ground
- Prima televisiva: 3 aprile 1964
- Diretto da: Philip Leacock
- Scritto da: Calvin Clements Sr.

### Trama
- Guest star: Peggy McCay (Mrs. Callaway), David McCallum (capitano Hanning), Russell Johnson (narratore), Andrew Duggan (colonnello Callaway), Laurie Mock (Frances Callaway), Ted Eccles (James Boone), Stuart Cooper (Flanders Callaway), Richard Lupino (tenente Brown), Judee Morton (Jemima Boone), Arthur Hunnicutt (Simon Kenton), Peter Graves (Daniel Boone)

## The Siege of Boonesborough
- Prima televisiva: 10 aprile 1964
- Diretto da: Philip Leacock
- Scritto da: Calvin Clements Sr.

### Trama
- Guest star: David McCallum (capitano Hanning), Arthur Hunnicutt (Simon Kenton), Andrew Duggan (colonnello Callaway), Peggy McCay (Mrs. Callaway), Stuart Cooper (Flanders Callaway), Ted Eccles (James Boone), Laurie Mock (Frances Callaway), Russell Johnson (narratore), Richard Lupino (tenente Brown), Judee Morton (Jemima Boone), Peter Graves (Daniel Boone)

## Escape
- Prima televisiva: 17 aprile 1964
- Diretto da: Robert Gist

### Trama
- Guest star: Fritz Weaver, Sorrell Booke, Michael Constantine (colonnello Streight), Jack Warden (Latham)

## The Pirate and the Patriot
- Prima televisiva: 1º maggio 1964
- Diretto da: Philip Leacock

### Trama
- Guest star: Ricardo Montalbán (Jean Lafitte), Kent Smith (Grimes), John McGiver (governatore Claiborne), Frank Silvera (Gambi)